# Walter Silveira

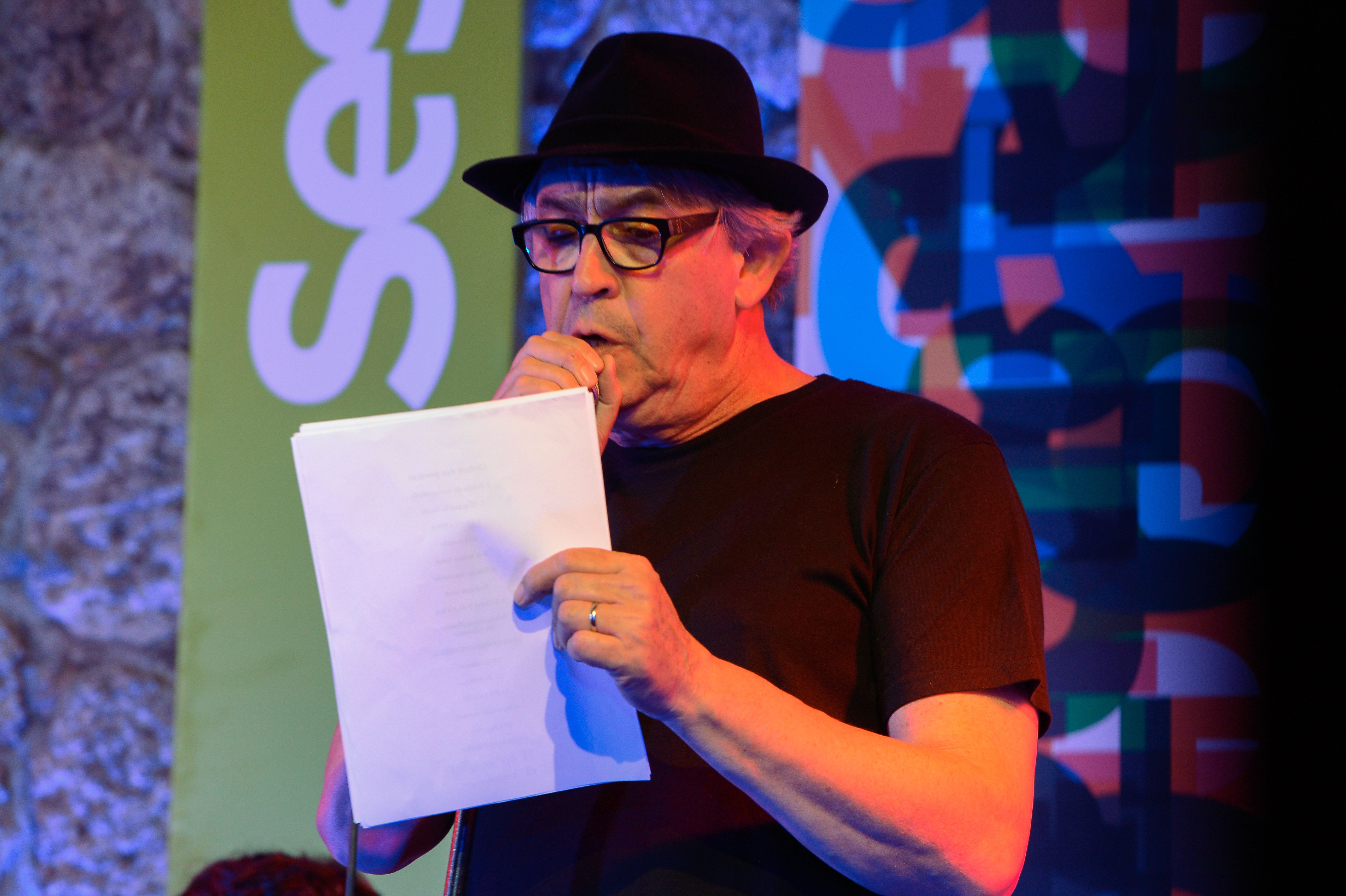
Paraty (RJ) - O poeta Walter Silveira recita poemas durante a performance sonora Luzescrita, na Casa Sesc, na Flip (Tomaz Silva/Agência Brasil)

Walter Silveira (São Paulo, 1955), também conhecido como Walt B. Blackberry, é um poeta, videoartista e artista gráfico brasileiro.

## Biografia
Formou-se em rádio e televisão pela Escola de Comunicações e Artes da USP. Em 1977 começou a experimentar com a linguagem de TV.  Foi assistente de direção de Antonio Abujamra na TV Tupi. Trabalhou na TV Gazeta e na TV Cultura, em São Paulo. Fundou a produtora de vídeo independente TVDO, uma das principais do Brasil na década de 1980 e a primeira escola do gênero no país.
Utilizando o vídeo como suporte, trabalhou com Haroldo de Campos, Augusto de Campos e Tadeu Jungle. Participou da Bienal de Artes de São Paulo em 1987, 1994 e 1998. 
Criou com Arnaldo Antunes e Fernando Lazlo a exposição Luzescrita, apresentada em Salvador (2010), Curitiba (2011) e Brasília (2014).

## Obras publicadas
- 1996 - Mein Kalli Graphics (livro-objeto)[6]